# Borovnisko
Borovnisko (też: Borovinsko; 866 m) – jeden z najdalej na północny zachód wysuniętych szczytów Niżnych Tatr na Słowacji. Należy do tzw. Grupy Salatynów.
Borovnisko wznosi się w północnym grzbiecie szczytu Ostré (1062 m). Dalej na północ od Borovniska, oddzielony od niego przełączką Biela púť, znajduje się tylko Priechod (640 m) stanowiący zakończenie tego grzbietu. Zachodnie stoki Borovniska opadają do doliny Revúcy, u ich podnóży znajduje się należąca do Rużomberka dzielnica Biely Potok. Stoki wschodnie opadają do dość płytkiej i suchej dolinki oddzielającej go od grzbietu Kudráka. Stoki południowe opadają do przełęczy Brdisko oddzielającej go od szczytu Kutiny (893 m).
Wschodnia część Borovniska zbudowana jest z wapieni i dolomitów środkowego i górnego triasu, natomiast partie zachodnie - z piaskowców, margli i iłowców środkowej kredy. Skały te eksploatowane są w kamieniołomie u jego północno-zachodnich podnóży, a także w czterech kamieniołomach na sąsiednim na północ wzniesieniu Priechod.
Borovnisko znajduje się poza granicami Parku Narodowego Niżne Tatry. Porośnięte jest lasem, w którym miejscami występują wapienne wychodnie. Z ich szczytów rozciągają się interesujące widoki na Kotlinę Liptowską oraz masyw Salatyna.

## Turystyka
Przez przełęcz Brdisko prowadzi zielony szlak turystyczny. Na przełęczy odgałęzia się od niej również zielony szlak prowadzący na szczyt Borovniska.
  Biely Potok (Rużomberk) – Brdisko – Borovnisko. Odległość 2,4 km, suma podejść 340 m, suma zejść 15 m, czas przejścia 1,05 h (z powrotem 50 min)